# ماي كامبل
ماي كامبل (بالإنجليزية: May Campbell)‏ هي لاعب هوكي الحقل أسترالية، ولدت في 2 نوفمبر 1915 في واغن في أستراليا، وتوفيت في 16 فبراير 1981.